# ويليام دبليو. تايلور
ويليام دبليو. تايلور (بالإنجليزية: William W. Taylor)‏ هو سياسي أمريكي، ولد في 11 سبتمبر 1853 في سولت ليك في الولايات المتحدة، وتوفي بنفس المكان في 1 أغسطس 1884.